# László Kemenes Géfin
László Kemenes Géfin (ur. 16 października 1937 w Szombathely, zm. 27 grudnia 2022 w Budapeszcie) – węgierski pisarz i poeta.
W 1956 roku, po powstaniu węgierskim wyjechał do Kanady, gdzie początkowo pracował fizycznie, potem jako handlowiec i urzędnik. W 1979 roku uzyskał doktorat na McGill University w Montrealu, po czym został zatrudniony jako wykładowca literatury angielskiej, amerykańskiej i kanadyjskiej na Uniwersytecie Concordia. W latach 90. przeprowadził się do Holandii, a następnie wrócił do Budapesztu.
Jego pierwsza książka Jégvirág (Kwiaty ze szronu) została wydana w 1966 roku w Paryżu. W 1978 roku w Montrealu opublikował pierwszą część eposu Fehérlófia (Syn Białej Klaczy), w skład którego weszło pięć kolejnych książek.

## Wyróżnienia i nagrody
- Nagroda im. Attili Józsefa (2001)
- Nagroda Sándora Máraiego (2010)

## Twórczość
- Jégvirág (1966)
- Zenith (1969)
- Pogány diaszpóra (1974)
- Fehérlófia (1978)
- Fehérlófia második könyve (1981)
- Fehérlófia nyolcasa (1995)
- Versek Jolantához (2002)
- Krisztina könyve (2005)
- Fehérlófia nyomában (2012)